# خدار (السدة)

تعديل مصدري - تعديل

خدار هي إحدى قرى عزلة جبل عصام بمديرية السدة التابعة لمحافظة إب، بلغ تعداد سكانها 367 نسمة حسب تعداد اليمن لعام 2004.